# Eucera serraticornis
Eucera serraticornis là một loài Hymenoptera trong họ Apidae. Loài này được Risch mô tả khoa học năm 1999.